# 张积祺
张积祺，山东滨州人，清朝政治人物。
监生出身。咸丰四年（1854年）至咸丰六年（1856年），擔任利川知县。